# Bloc du changement et de la réforme
Le Bloc du changement et de la réforme est un bloc au sein du parlement libanais qui représente essentiellement le Courant patriotique libre et ses alliés, tels le courant Marada, le parti arménien Tachnag, le Parti démocratique libanais et plusieurs députés indépendants. Le bloc parlementaire comprend 27 députés depuis les élections législatives libanaises de 2009 (7 juin 2009). Depuis le 13 juin 2011, il fait partie du gouvernement Mikati avec 10 portefeuilles ministériels en tant que membre de la majorité parlementaire.
Le bloc naquit en juin 2005 au sortir de ses premières élections législatives avec 21 députés (22 à partir du 5 août 2007). Il est présidé par le général Michel Aoun et se situait alors dans l'opposition au gouvernement de Fouad Siniora et à l'Alliance du 14 Mars de 2005 à 2008.

## Membres du Bloc parlementaire de 2009 à 2013

### Circonscription de Kesrouan
- Michel Aoun, Courant Patriotique Libre
- Naamatallah Abi-Nasr, indépendant
- Farid Elias Khazen, indépendant
- Youssef Khalil, Courant Patriotique Libre
- Gilberte Zouein, Courant Patriotique Libre

### Circonscription de Jbeil
- Abbas Hachem, Courant Patriotique Libre
- Walid Khoury, Courant Patriotique Libre
- Simon Abi Ramia, Courant Patriotique Libre

### Circonscription de Metn
- Ibrahim Kanaan, Courant Patriotique Libre
- Edgar Maalouf, Courant Patriotique Libre
- Ghassan Moukheiber, indépendant
- Nabil Nicolas, Courant Patriotique Libre
- Hagop Pakradounian, Tachnag
- Salim Salhab, indépendant

### Circonscription de Beyrouth II
- Arthur Nazarian, Tachnag

### Circonscription de Baabda
- Hikmat Dib, Courant Patriotique Libre
- Naji Gharios, Courant Patriotique Libre
- Alain Aoun, Courant Patriotique Libre
- Fadi el Aawar, indépendant

### Circonscription de Aley
- Emir Talal Arslan, Parti démocratique

### Circonscription de Jezzine
- Ziad Assouad, Courant Patriotique Libre
- Michel Helou, Courant Patriotique Libre
- Issam Sawaya, Courant Patriotique Libre

### Circonscription de Zgharta
- Soleimane Frangié Jr, Marada
- Salim Karam, Marada
- Estephan El Douaihy, Marada

### Circonscription de Baalbeck-Hermel
- Emile Rahmé, indépendant membre du bloc Marada

## Membres du Bloc parlementaire de 2005 à 2009

### Circonscription de Kesrouan/Jbeil
- Naamatallah Abi-Nasr, bloc Michel Aoun (Kesrouan)
- Michel Aoun, bloc Michel Aoun (Kesrouan)
- Abbas Hachem, bloc Michel Aoun(Jbeil)
- Farid Elias Khazen, bloc Michel Aoun (Kesrouan)
- Youssef Khalil, bloc Michel Aoun (Kesrouan)
- Walid Khoury, bloc Michel Aoun (Jbeil)
- Chamel Mozaya, bloc Michel Aoun (Jbeil)
- Gilberte Zouein, bloc Michel Aoun (Kesrouan)

### Circonscription de Metn
- Ibrahim Kanaan, bloc Michel Aoun
- Edgar Maalouf, bloc Michel Aoun
- Ghassan Moukheiber, bloc Michel Aoun
- Nabil Nicolas, bloc Michel Aoun
- Hagop Pakradounian, bloc du Metn (ou bloc Murr)
- Salim Salhab, bloc Michel Aoun
- Camille Khoury, bloc Michel Aoun - élu le 5 août 2007 lors de l'élection partielle à la suite de l'assassinat de Pierre Amine Gemayel le 21 novembre 2006.

### Circonscription de Zahle
- Selim Aoun, bloc Michel Aoun
- Assem Araji, bloc Populaire (ou bloc Skaff)
- Georges Kassarji, bloc Populaire (ou bloc Skaff)
- Camille Maalouf, bloc Populaire (ou bloc Skaff)
- Elias Skaff, bloc Populaire (ou bloc Skaff)
- Hassan Yacoub, bloc Populaire (ou bloc Skaff)